# کوین جونز
کوین اندرو جونز (زادهٔ ۲۵ اوت ۱۹۸۹) یک بسکتبالیست حرفه‌ای آمریکایی است. او برای تیم سان راکر شیبویا از لیگ بی در ژاپن بازی می‌کند. او بسکتبال کالج را برای دانشگاه ویرجینیای غربی بازی کرد.
جونز پسر پاتریشیا جونز و فرد دژارنت است.